# Atompolitik
Unter Atompolitik versteht man
1. die Gesamtheit politischer Bestrebungen, die sich um die friedliche Nutzung der Kernenergie bemühen;
2. die Begrenzung der Verbreitung von Atomwaffen (Nichtverbreitung) und deren Abrüstung bemühen;
3. politische Bestrebungen für die Beendigung der Kernenergie-Nutzung (im Artikel „Atomausstieg“ beschrieben)
4. im engeren (und in diesem Artikel beschriebenen) Sinne die Energiepolitik eines Landes oder einer Partei hinsichtlich der Atomenergie (im Sinne von "friedliche Nutzung der Kernenergie")

## Begriff
Weil sich der Begriff „Atompolitik“ 1957 mit dem Thema „atomare Bewaffnung der Bundeswehr“ verbunden hatte (siehe unten), wurde er ab dann im oben genannten engeren Sinne kaum noch verwendet.
Dies hatte auch einen zweiten Grund: viele Begriffe mit dem Präfix „Atom-“ wurden zu politischen Schlagwörtern von Atomgegnern (siehe Atomkraftwerk, Atomenergie usw.); Befürworter der Kernenergie sprachen fortan durchgängig von „Kern-“: Kernenergie, Kernkraft, Kernkraftwerk usw. (siehe auch Begriffsgeschichte). Wer „Atomkraft“ statt „Kernenergie“ sagte, gab sich damit (vorausgesetzt er tat es bewusst und der Rezipient kannte diese Konnotation) als Kernenergieskeptiker oder -gegner zu erkennen.

## Entwicklung der Atompolitik als eigenständiger Politikbereich
Die Atombombenabwürfe auf Hiroshima und Nagasaki (und spätere oberirdische Kernwaffenexplosionen zu Testzwecken bis 1963) machten weltweit (insbesondere in der amerikanischen Politik und Öffentlichkeit) vielen Menschen bewusst, welche gewaltigen Mengen Energie in den Elementen Uran oder Plutonium enthalten sind:
- die Hiroshima-Bombe hatte die Sprengkraft einer 13 Kilotonnen-TNT Bombe; diese entstand aus der Spaltung von 50 kg hochangereichertem Uran (damals genannt Oralloy, da aus Oak Ridge gewonnen);
- die Nagasaki-Bombe hatte die Sprengkraft einer 21 Kilotonnen-TNT Bombe; diese entstand aus der Spaltung von knapp 6 kg. Das erste Plutonium stammte aus den Hanford Werken.

Auch in Reaktion auf den wachsenden Energiebedarf der Wirtschaft begannen Regierungen in den 1950er Jahren mit der Förderung der friedlichen Nutzung der Kernenergie.

### 1950er bis 1960er Jahre
Generell waren in den 1950er Jahren viele von visionärem Überschwang beseelt:
- Atomexplosionen sollten beim Kanalbau helfen
- Atomreaktoren sollten auch Atomlokomotiven, Busse, LKWs und Flugzeuge antreiben (ab 1954 liefen atomgetriebene Schiffe und U-Boote vom Stapel; das erste war die Nautilus)
- Orion-Projekt (1957–1964): Der US-Physiker Stanislav Ulam entwarf das „Raumschiff Orion“. Hunderte schnell hintereinander gezündete Atombomben sollten die Orion zum Mars, zum Saturn und wieder zurück katapultieren. Dieses Antriebsprinzip wurde jahrelang ernsthaft erforscht und erst 1964 als undurchführbar eingestellt.
- Kernkraftwerk Vallecitos von General Electric und Kernkraftwerk Shippingport von Westinghouse als Urtypen aller heute weltweit in Betrieb befindlichen Leichtwasserreaktoren.

### 1970er Jahre
Große Impulse erhielt die Atompolitik in den 1970er Jahren in vielen westlichen Industrieländern:
- einerseits als Reaktion auf die Ölkrisen 1973 und 1979 sowie auf die sichtbar werdenden Umweltprobleme (zum Beispiel saurer Regen)
- andererseits durch die zahlreichen Stör- und Unfälle in kerntechnischen Anlagen, die zudem vielfach von den Betreibern geleugnet, verschleiert oder nur teilweise zugegeben wurden. Ein besonderes Schlüsselereignis war der Unfall im amerikanischen Kernkraftwerk „Three Mile Island“: dort kam es 1979 im Reaktorblock 2 zu einer partiellen Kernschmelze, in deren Verlauf etwa ein Drittel des Reaktorkerns fragmentiert wurde oder schmolz.
- In den 1970er Jahren entstanden in vielen Industrieländern soziale Bewegungen wie die Umweltbewegung und die Anti-Atomkraft-Bewegung; diese engagierten sich auch in der Atompolitik.

## Die bundesdeutsche Atompolitik

### Geschichte
US-Präsident Eisenhower hatte im Dezember 1953 zu seinem Amtsantritt das Schlagwort „Atoms for Peace“ und das damit verbundene weltweite Programm geprägt. Viele Länder, darunter auch Deutschland, begannen mit ersten Forschungsreaktoren ihr Atomprogramm.
Im Dezember 1954 stimmte die Französische Nationalversammlung der Ratifizierung der Pariser Verträge (damit der Wiederherstellung der deutschen Souveränität), der Gründung der WEU und der Aufnahme in den Brüsseler Pakt zu. Ab der Wiedererlangung der Souveränität am 5. Mai 1955 war die Bundesrepublik Deutschland bemüht, mit einer eigenständigen Atompolitik, eingebettet in die Politik der europäischen Einigung, an den Bestrebungen zur Erforschung und zur friedlichen Nutzung der Kernenergie teilzuhaben.
Die deutsche Wirtschaft war sehr an einer aktiven deutschen Atompolitik interessiert, denn seit September 1954 war die amerikanische Industrie im Atommeilergeschäft. Für Forschungszwecke boten die USA getrenntes 235U an.
Die interessierten Firmen beteiligten sich über die Physikalische Studiengesellschaft Düsseldorf mbH an den Plänen und stellten seit November 1954 hohe Geldsummen zur Verfügung. Sowohl Karlsruhe als auch München hatten Pläne für Reaktorbauten.
Im August 1955 fand in Genf die UNESCO-Konferenz für friedliche Nutzung der Atomenergie statt, die auch den Deutschen den Beginn der großtechnischen Entwicklung signalisierte. Die amerikanische Delegation brachte einen kleinen Demonstrationsreaktor mit und bot $350.000 Starthilfe für jeden Reaktorbau.

### Institutionelle Verankerung
Am 5. Oktober 1955 wurde das „Bundesministerium für Atomfragen“ gegründet. Erster Minister wurde Franz Josef Strauß; man nannte ihn „Atomminister“. Am 26. Januar 1956 tagte unter seinem Vorsitz zum ersten Mal die Deutsche Atomkommission, bestehend aus Vertretern von Politik, Wirtschaft und Wissenschaft. Der Minister berief die Mitglieder, die Kommission hatte laut Satzung mindestens zweimal jährlich zu tagen, die Sitzungen waren satzungsgemäß nicht öffentlich. Es wurden fünf Fachkommissionen gegründet. Die Kommission Nr. 2 für Forschung und Nachwuchs konstituierte sich in der Sitzung vom 3. Mai 1956 und wurde geleitet von Werner Heisenberg. Satzungsgemäß hatte die Kommission „die Aufgabe, den Bundesminister für Atomfragen in allen wesentlichen Angelegenheiten zu beraten, die mit der Erforschung und Verwendung der Kernenergie für friedliche Zwecke zusammenhängen“.
Vordringlich war dabei die gesetzgebende Beratung mit dem Ziel, das Gesetz Nr. 22 der Alliierten Hohen Kommission durch ein Deutsches Atomgesetz zu ersetzen. Das Gesetz trat am 1. Januar 1960, knapp vier Jahre nach der ersten Beratung in der Atomkommission, in Kraft.
Im April 1956 fand die erste Atompolitik-Debatte im Bundestag statt. Ab 1957 wurden in der Bundesrepublik zahlreiche Forschungsreaktoren in Betrieb genommen (siehe Liste der Kernreaktoren in Deutschland), darunter als erster der Forschungsreaktor München am 31. Oktober 1957.
Das Kernkraftwerk Kahl wurde als erstes kommerzielles Kernkraftwerk in Deutschland am 17. Juni 1961 in Betrieb genommen (siehe Liste der Kernkraftwerke in Deutschland).
Aus der Atomkommission hervorgegangen ist als beratende Institution die Strahlenschutzkommission. Zusammen mit der Reaktorsicherheitskommission (gegründet 1958) und dem Kerntechnischen Ausschuss unterstützen sie das Bundesamt für Strahlenschutz als Aufsichtsbehörde. Das verantwortliche Ministerium ist das Bundesumweltministerium.

### Begriffswandel durch die Debatte um die atomare Bewaffnung der Bundeswehr
1956 und in den Jahren danach wurde der Begriff „Atompolitik“ in Deutschland meist anders verwendet und verstanden: 1957 wurde für die deutsche Öffentlichkeit erkennbar, dass die Bundesregierung unter Konrad Adenauer die Bundeswehr atomar bewaffnen wollte. Angetrieben wurden diese Pläne maßgeblich von Franz Josef Strauß (CSU), der bis zum 16. Oktober 1956 „Atomminister“ gewesen war (siehe unten) und ab diesem Tag Verteidigungsminister („Bundesministerium der Verteidigung“) war.
„Für Adenauer war die atomare Bewaffnung der Bundeswehr nun eine Frage der Souveränität, der Ebenbürtigkeit, der Gleichberechtigung mit anderen großen europäischen Mächten. Um die Bedeutung der Nuklearwaffen vor den ängstlichen Deutschen herunterzuspielen, nannte er in einer Pressekonferenz am 5. April 1957 die taktischen Atomwaffen ‚nichts weiter als die Weiterentwicklung der Artillerie‘“.
Diese Äußerung löste einen Sturm der Entrüstung aus:
- Im April 1957 protestierten 18 prominente Physiker, die Göttinger Achtzehn, in der „Göttinger Erklärung“ gegen diese Pläne.
- Im April 1957 entstand die Kampagne „Kampf dem Atomtod“.

Weil sich der Begriff „Atompolitik“ 1957 mit dem Thema „atomare Bewaffnung der Bundeswehr“ verbunden hatte, wurde er später in Deutschland kaum noch verwendet (siehe Einleitung).

### Europäisierung der deutschen Atompolitik
Sehr schnell war mit Unterzeichnung des Vertrages zur Gründung der Europäischen Atomgemeinschaft am 25. März 1957 in Rom durch Frankreich, Italien, den Benelux-Staaten und Bundesrepublik (EURATOM) die bundesdeutsche Atompolitik europäisiert. Bis heute werden Fördermittel für die Erforschung und Verwendung der Kernenergie für friedliche Zwecke in den EU-Haushalt eingestellt. Für die Durchführung des siebten Rahmenprogramms im Zeitraum 2007–2011 stehen nach Angaben der EU-Kommission Mittel in Höhe von insgesamt 3,092 Milliarden EUR zur Verfügung.

### Atomausstieg
Alle Bundesregierungen vertraten bis zum Regierungswechsel 1998 die Auffassung, dass die Kernenergie-Nutzung zu fördern sei. 1986, nach der schweren Reaktorkatastrophe von Tschernobyl, beschloss die SPD den Rückzug aus der Nutzung der Kernenergie, konnte dies aber zunächst politisch nicht umsetzen. Erst die rot-grüne Koalition unter Bundeskanzler Gerhard Schröder vollzog einen grundlegenden Wechsel in der Atompolitik und verfolgte einen langfristigen Ausstieg aus der nuklearen Energieversorgung („Atomausstieg“). Ein zentraler Akteur dabei war Jürgen Trittin, 1998–2005 Minister des Bundesministeriums für Umwelt, Naturschutz und Reaktorsicherheit.
Am 14. Juni 2000 wurde der sogenannte „Atomkonsens“ paraphiert. Der Vertragsentwurf der Bundesrepublik mit den Betreibergesellschaften regelt den Ausstieg aus der Kernenergie. Der verbindliche Vertragsschluss geschah am 11. Juni 2001 auf der Basis dieser Ausarbeitung. Auf Grundlage des Vertrags wurde das Atomgesetz 2002 novelliert. Ausgehend von einer Regellaufzeit von etwa 32 Jahren bestimmt der Vertrag, welche Reststrommengen ein Kraftwerk in den Betriebsjahren noch produzieren darf. Wenn man die Stromproduktion der einzelnen Kraftwerke aus der Vergangenheit in die Zukunft projiziert, dann ergibt sich aus den Reststrommengen, dass etwa 2021 das letzte von 19 deutschen Kernkraftwerken stillgelegt werden wird. Diese Termine können sich verschieben, da im Rahmen des Atomkonsenses Reststrommengen zwischen Kraftwerken übertragen werden können.
Im Jahr 2010 setzte die regierende Koalition aus CDU/CSU und FDP eine Laufzeitverlängerung deutscher Kernkraftwerke durch mit dem Ziel, eine CO2-Einsparung zu erreichen. Durch eine Änderung der ursprünglichen Regelungen mit Hilfe eines neuen Vertrages mit den Energieversorgungsunternehmen sowie eine neuerliche Novellierung des Atomgesetzes wurde eine Laufzeitverlängerung von durchschnittlich 12 Jahren gewährt.
Im März 2011, wenige Tage nach dem Beginn der Nuklearkatastrophe von Fukushima, vollzog die Bundesregierung eine erneute Wende in ihrer Atompolitik (siehe Atom-Moratorium).